# Forêts subméditerranéennes de Crimée
Localisation
Les forêts subméditerranéennes de Crimée sont une écorégion terrestre située en Ukraine et en Russie. Elle appartient à l’écozone paléarctique et au biome des forêts tempérées décidues et mixtes.
Malgré sa situation géographique (deux enclaves au nord de la mer Noire, en Crimée et dans le kraï de Krasnodar) sa faune et sa flore sont assez proches de celles du bassin méditerranéen. Bien que comptant deux aires protégées d’importance, elle est menacée par la destruction d’habitats sauvages, la pollution et le braconnage.

## Géographie

### Localisation et géologie

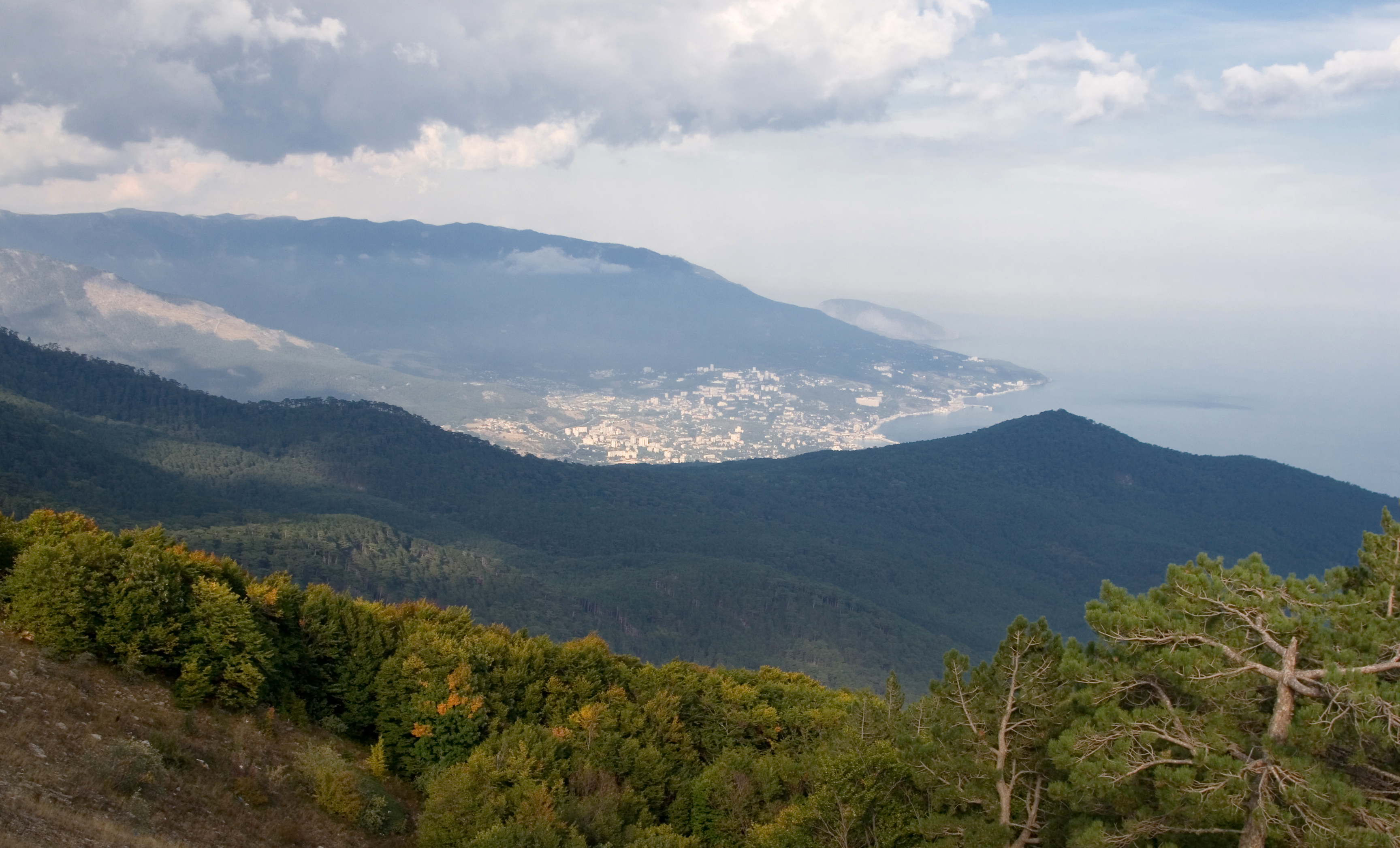
Panorama de Yalta.

Cette écorégion d’environ 30 000 km2 est composée de deux zones distinctes. La première, située au sud de la Crimée, comprend les côtes de la mer Noire et les monts de Crimée. La seconde, dans le kraï de Krasnodar au sud-ouest de la Russie, s’étend entre la mer Noire et le flanc nord-ouest du Caucase. Les deux zones ont été réunies en une seule écorégion car elles partagent la même végétation.
Pour le WWF, l’écorégion, dont le code est PA0416, appartient à l’écozone paléarctique et au biome des forêts tempérées décidues et mixtes. D’après One Earth, elle fait partie de la biorégion des forêts mixtes et steppes de la mer Noire, du Caucase et d’Anatolie, du sous-règne des forêts et steppes de la mer Noire et du royaume d’Eurasie occidentale.
Le relief rocheux de l’écorégion est marqué par des ravins, des cascades, des grottes, d’étroites vallées, de pentes abruptes et de ravins. Son sol est composé de fluviosol (en), de gleysol et de phaeozem (en). Elle compte d’importantes zones humides.

### Climat
Selon la classification de Köppen-Geiger, sa partie russe est couverte d’un climat subtropical humide, tandis que son enclave criméenne comprend des zones subtropicales humides, arides sèches, océaniques tempérées, semi-désertique froide et désertique froide.
| Mois                                | jan. | fév. | mars | avril | mai | juin | jui. | août | sep. | oct. | nov. | déc. |
| ----------------------------------- | ---- | ---- | ---- | ----- | --- | ---- | ---- | ---- | ---- | ---- | ---- | ---- |
| Température minimale moyenne (°C)   | −2   | −2   | 1    | 6     | 11  | 16   | 18   | 18   | 14   | 9    | 4    | 0    |
| Température moyenne (°C)            | 1    | 1    | 5    | 10    | 16  | 20   | 23   | 22   | 18   | 13   | 7    | 3    |
| Température maximale moyenne (°C)   | 5    | 5    | 8    | 15    | 20  | 24   | 27   | 27   | 22   | 17   | 11   | 6    |
| Nombre de jours avec gel            | 31   | 28   | 28   | 16    | 6   | 2    | 1    | 1    | 1    | 4    | 21   | 30   |
| Précipitations (mm)                 | 81   | 69   | 58   | 58    | 56  | 66   | 66   | 58   | 66   | 64   | 84   | 97   |
| Nombre de jours avec précipitations | 14   | 12   | 11   | 11    | 9   | 7    | 7    | 5    | 5    | 6    | 11   | 21   |

| Diagramme climatique                                  |       |      |       |        |        |        |        |        |       |       |      |
| J                                                     | F     | M    | A     | M      | J      | J      | A      | S      | O     | N     | D    |
| 5−281                                                 | 5−269 | 8158 | 15658 | 201156 | 241666 | 271866 | 271858 | 221466 | 17964 | 11484 | 6097 |
| Moyennes : • Temp. maxi et mini °C • Précipitation mm |       |      |       |        |        |        |        |        |       |       |      |

## Biodiversité

### Flore
Malgré sa localisation et son altitude relativement élevée, l’êcorégion abrite une flore très similaire aux forêts méditerranées, grâce à ses étés chauds et secs et ses hivers doux et humides. Dans les zones à la plus faible élévation sont composées de plaines arbustives et de bois. On y trouve des épines du Christ, des pistachiers et trois espèces de genévrier : le genévrier grec, le genévrier oxycèdre et le genévrier fétide (en). À de plus hautes altitudes, l’écorégion est dominée par des pins et l’hêtre d'Orient, le charme commun et le chêne rouvre deviennent plus communs. S’y situent les points les plus septentrionaux de l’étendue de nombreuses plantes méditerranéennes, dont le genévrier oxycèdre, l’arbousier et le ciste de Crète. Les forêts de l’écorégion sont principalement composées de conifères des genres Picea et Abies, avec des Carpinus et Quercus sur les côtes de la mer Noire et le long des monts de Crimée.

### Faune

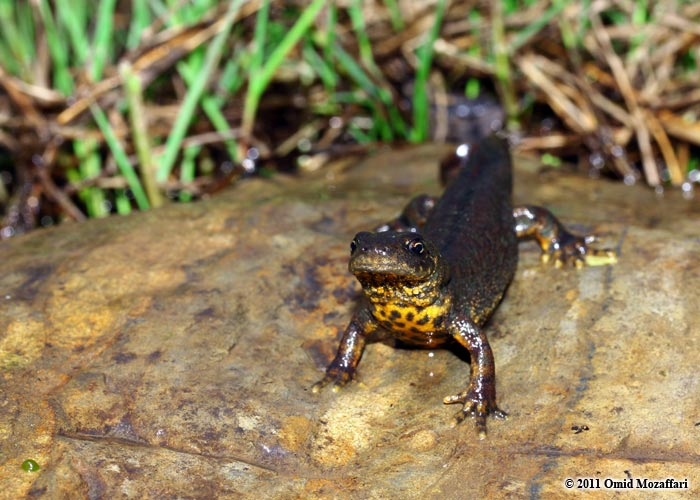
Le triton à crête du sud est l’espèce porte-drapeau de l’écorégion.

L’écorégion abrite de nombreux d’insectes, reptiles et amphibiens. Parmi ses papillons endémiques, on trouve Polyommatus pljushtchi (d) et Pseudochazara euxina. Elle constitue aussi l’habitat d’une grande diversité de carabes : Carabus scabrosus (en) et l’endémique Carabus gyllenhali (en). On peut observer le gecko de Kotschy et la couleuvre léopard dans sa partie criméenne, tandis qu’une population de tortue grecque élit domicile dans sa partie russe, au bord de la mer Noire. Le triton à crête du sud, l’espèce porte-drapeau de l’écorégion, vit dans ses marais et étangs.
Elle compte 17 espèces en danger : 
- 1 amphibien :
  - Rana macrocnemis.
- 7 oiseaux : 
  - L’aigle impérial ;
  - Le fuligule milouin ;
  - Le faucon kobez ;
  - Le percnoptère ;
  - La grande Outarde ;
  - Le grèbe esclavon ;
  - La tourterelle des bois.
- 6 mammifères :
  - Le hamster d'Europe ;
  - Le vison d'Europe ;
  - La grande Noctule ;
  - Le léopard ;
  - La siciste des steppes ;
  - Le putois marbré.
- 3 reptiles :
  - Podarcis cretensis ;
  - La tortue grecque ;
  - La vipère de Kaznakov.

## Menaces et protection

### Menaces
La faune et la flore de cette écorégion sont menacées par plusieurs facteurs. Le premier est la destruction de leur habitat, causé par le tourisme (création de stations balnéaires) sur la côte criméenne et par l’agriculture dans toutes les basses terres de l’écorégion. En effet, une partie de l’économie locale est basée sur la viticulture, les élevages (principalement de bœuf), la culture du tabac et d’huiles essentielles. Seules les hautes-terres, mois peuplées et moins exploitées, conservent leur végétation sauvage. L’agriculture à cause tant de déforestation que les forêts naturelles ne subsistent que dans des petites zones isolées. Les exploitations forestières illégales sont communes en Russie, et elles favorisent le déclenchement de feux de forêt.
Le deuxième est la pollution : le sol, l’eau et l’air sont pollués par les activités humaines. Les deux principales causes en sont le tourisme et l’agriculture intensive, qui rejette des pesticides dans la nature et notamment dans des plans d’eau abritant des populations d’amphibiens. Le dernier est le braconnage, qui n’est pas régulé pour les insectes, amphibiens et reptiles, ce qui pose un grand risque sur ces espèces. De nombreux amphibiens sauvages se retrouvent sur le marché noir russe, et la pêche commerciale est assez commune dans l’écorégion.

### Protection

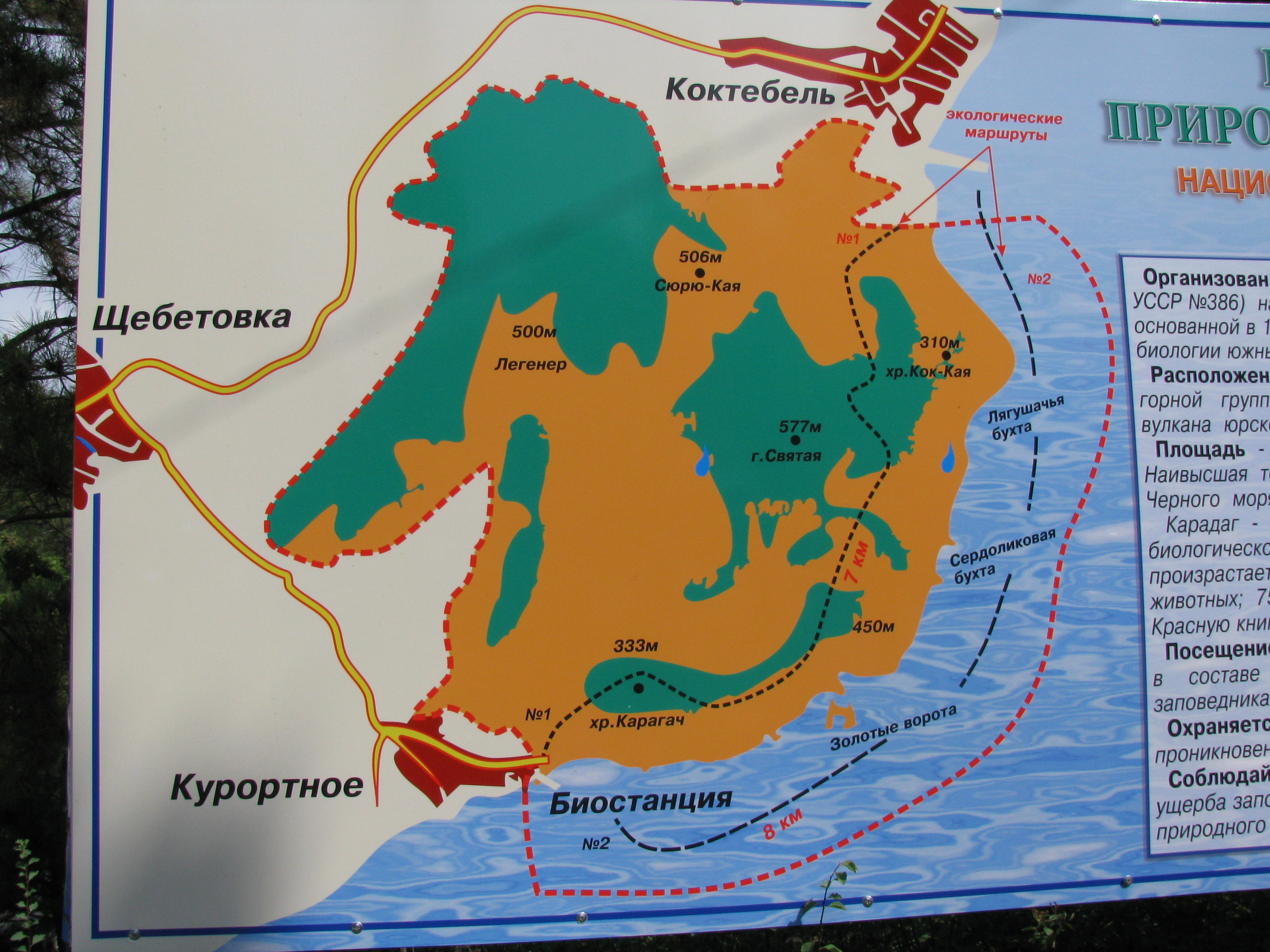
Carte de la réserve naturelle de Karadag, en Crimée.

Deux aires protégées sont située (totalement ou en partie) dans l’écorégion : la réserve naturelle nationale d’Utrish, dans la péninsule d’Abrau (en) (kraï de Krasnodar), seule zone de conservation de la végétation méditerranéenne en Russie, et la réserve naturelle de Karadag, au sud-est de la Crimée, où de nombreuses recherches écologiques ont été menées.
Dans les deux pays, des animaux vulnérables comme le chevreuil d'Europe ou le cerf élaphe, sont protégés. Pour lutter face aux dégâts du tourisme dans la zone, l’État russe a mis en place des lois limitant l’usage des ressources naturelles dans les stations balnéaires et des mesures de protection de la nature.
D’après le centre mondial de surveillance pour la conservation de la nature, les priorités en termes de protection de l’environnement dans l’écorégion sont l’établissement de régulations strictes sur la chasse et la capture d’animaux sauvages, la promotion de l’écotourisme et de l’éducation environnementale pour les touristes et la mise en place de mesures plus strictes dans les zones protégées. L’organisation donne comme objectif le classement d’au moins 55 % de son territoire en réserve naturelle.